# 국립습지센터
국립습지센터(National Wetlands Center)는 습지와 습지자원의 체계적인 발굴·보전·복원 및 이용 등에 관한 정책지원·조사·연구를 분장하는 국립환경과학원의 소속기관이다. 2012년 1월 31일 발족하였으며, 경상남도 창녕군 이방면 이산길 38에 위치하고 있다. 국립습지센터는 2019년 5월 31일 국립환경과학원에서 국립생태원(National Institute of Ecology)으로 이관하여 현재는 국립생태원 습지센터로 운영되고 있다.

## 직무
- 습지생태자원의 효율적 관리를 위한 조사·연구에 관한 사항
- 습지보호지역 지정 및 관리계획 수립 지원에 관한 사항
- 전국내륙습지 조사에 관한 사항
- 습지훼손 방지, 훼손된 습지 복원계획 수립·시행에 관한 사항
- 습지 인벤토리 작성 및 습지조사 자료 등 국가습지정보 데이터베이스(DB) 구축에 관한 사항
- 습지보호를 위한 교육·홍보, 관련기관 및 단체의 국내·외 네트워크 구축 및 운영에 관한 사항

## 연혁
- 2012년 1월 31일: 국립습지센터 설치.
- 2012년 8월 24일: 국립습지센터 개소.[1]

## 같이 보기
- 람사르 협약
- 대한민국의 람사르 등록 습지
- 대한민국의 습지보호지역
- 갯벌연구소